# Psychophysische Korrelation
Psychophysische Korrelation (Synonym: Komplementaritätsprinzip von Leib und Seele) ist eine Wechselwirkung zwischen körperlichen und psychischen Tatsachen. Die interdependente Beziehung von physischen und psychischen Phänomenen wird in der empirisch-naturwissenschaftlichen Forschung als Begriff verwendet, der sich bewusst von den Fragestellungen des Leib-Seele-Problems in der Philosophie des Geistes abgrenzt.

## Grundforderung der Psychosomatischen Medizin

Psychophysische Korrelation oder Regelkreis auf der animalischen Ebene

Die Grundforderung der psychophysischen Korrelation besagt, dass die körperliche Konstitution das subjektive Befinden bestimmt und insbesondere körperliche Schädigungen subjektive Beschwerden auslösen können (Aufwärts-Effekt). Umgekehrt können psychische Gegebenheiten die körperliche Verfassung positiv und negativ bestimmen und insbesondere Störungen des subjektiven psychischen Befindens (mentale Zustände) körperliche Läsionen bewirken (Abwärts-Effekt), siehe die Abb. Mit dem Begriff der psychophysischen Korrelation wird die Hypothese verfolgt, dass Psyche keine immaterielle Substanz ist, sondern sich durch körperliche Vorgänge manifestiert, die prinzipiell einer neurophysiologischen Forschungsarbeit zugänglich sind. Diese Voraussetzung gilt ausdrücklich in der Psychophysiologie. Modell dieser neurophysiologischen Korrelation ist der neuronale Erregungskreis. Insofern unterscheidet sich der Begriff Psyche von dem der Seele, als mit der Psyche stets ein körperliches und naturwissenschaftlich erfahrbares Prinzip gemeint ist, wie es auch in den Bezeichnungen Psychologie und Psychiatrie als Zweigen einer naturwissenschaftlich ausgerichteten Wissenschaft zum Ausdruck kommt. Dies erfordert insbesondere auch die Anwendung naturwissenschaftlicher Forschungsmethoden. Von Seelsorge ist dabei ausdrücklich nicht die Rede. Seelsorge ist insofern auch nicht zu verwechseln mit psychotherapeutischer Praxis. Bei diesem Versuch einer begrifflichen Abgrenzung handelt es sich nicht um eine ideologisierende Parteinahme oder um einen versteckten Spiritualismus, sondern um sehr konkrete Probleme aus dem Alltag der ärztlichen Praxis, wo es z. B. um die Unterscheidung zwischen organischen und funktionellen Leiden geht.

## Funktionsstörungen der Organe
Dass körperliche Verletzungen oder Schädigungen eine Funktionsstörung der Organe bewirken können, ist ohne Erklärung verständlich. – Schwieriger ist die Beurteilung seelischer Einflüsse auf die Tätigkeit der Organe, obwohl das Phänomen als solches allgemein bekannt ist. Nicht nur glaubwürdige und z. T. konkret objektivierbare Magen- und Darmstörungen, Herzstörungen, vasomotorische Störungen, Sekretionsstörungen, Hörstörungen, Stimmstörungen, Menstruationsstörungen (Ausbleiben oder vorzeitiges Eintreten der Regelblutung), sondern auch neurologische Befunde wie Lähmungen, Ausfall der Sensibilität, Tics, Zittern, Schwindel usw. sind u. U. auf psychische Einflüsse zurückführbar (Abwärts-Effekte). Hier kommen sowohl bestimmte Erlebnisse oder anhaltende Gemütszustände in Frage wie z. B. hypochondrische Störungen. Obwohl diese Einflüsse nur allzu offensichtlich sind, werden sie häufig als solche verkannt. Dies ist als heuristisches Problem bei vielen funktionellen Syndromen der Fall. Sei es, dass der Kranke selbst sie vom Bewusstsein fernhält und sie als etwas Fremdes und „geradezu wie eine körperliche Erkrankung“ empfindet, oder sei es, dass der Untersucher sich dazu aufgerufen fühlt, nach einer organischen Ursache zu forschen, ohne an eine andere Entstehung zu denken. Im ersten Falle, der sog. Somatisierungstendenz des Patienten, wird seitens des Untersuchers gern von Organneurose gesprochen. Im zweiten Falle ergeben sich oft zeitraubende, komplexe und letztlich erfolglose Untersuchungsverfahren.

## Klassisches Beispiel
Ein klassisches Beispiel für die psychophysische Korrelation ist die Ballade vom Erlkönig, wie sie von Goethe in Gedichtform übertragen wurde und von verschiedenen Musikern wie u. a. von Franz Schubert und Franz Liszt bearbeitet wurde. Nimmt man an, dass der Vater seinen Sohn beim Arzt wegen einer fieberhaften Erkrankung vorgestellt  hat, so ist es leicht vorstellbar, dass zusätzliche Angsterlebnisse während des Nachhauseritts das Krankheitsbild ungünstig beeinflussten und verstärkten. Der tragische Tod des Kindes wäre dann als sich zunehmend verschlimmernder Kreislauf (Teufelskreis) einer psychophysischen Korrelation aufzufassen.